# Suna Kymäläinen
Suna Ellen Kymäläinen, född 15 september 1976 i Imatra, är en finländsk socialdemokratisk politiker. Hon är ledamot av Finlands riksdag sedan 2011.
Kymäläinen blev omvald i riksdagsvalet 2015 med 7 435 röster från Sydöstra Finlands valkrets.

## Utmärkelser
- Riddartecknet av I klass av Finlands Vita Ros’ orden[3]

[Redigera Wikidata]